# Wadim Wiktorowitsch Bakatin

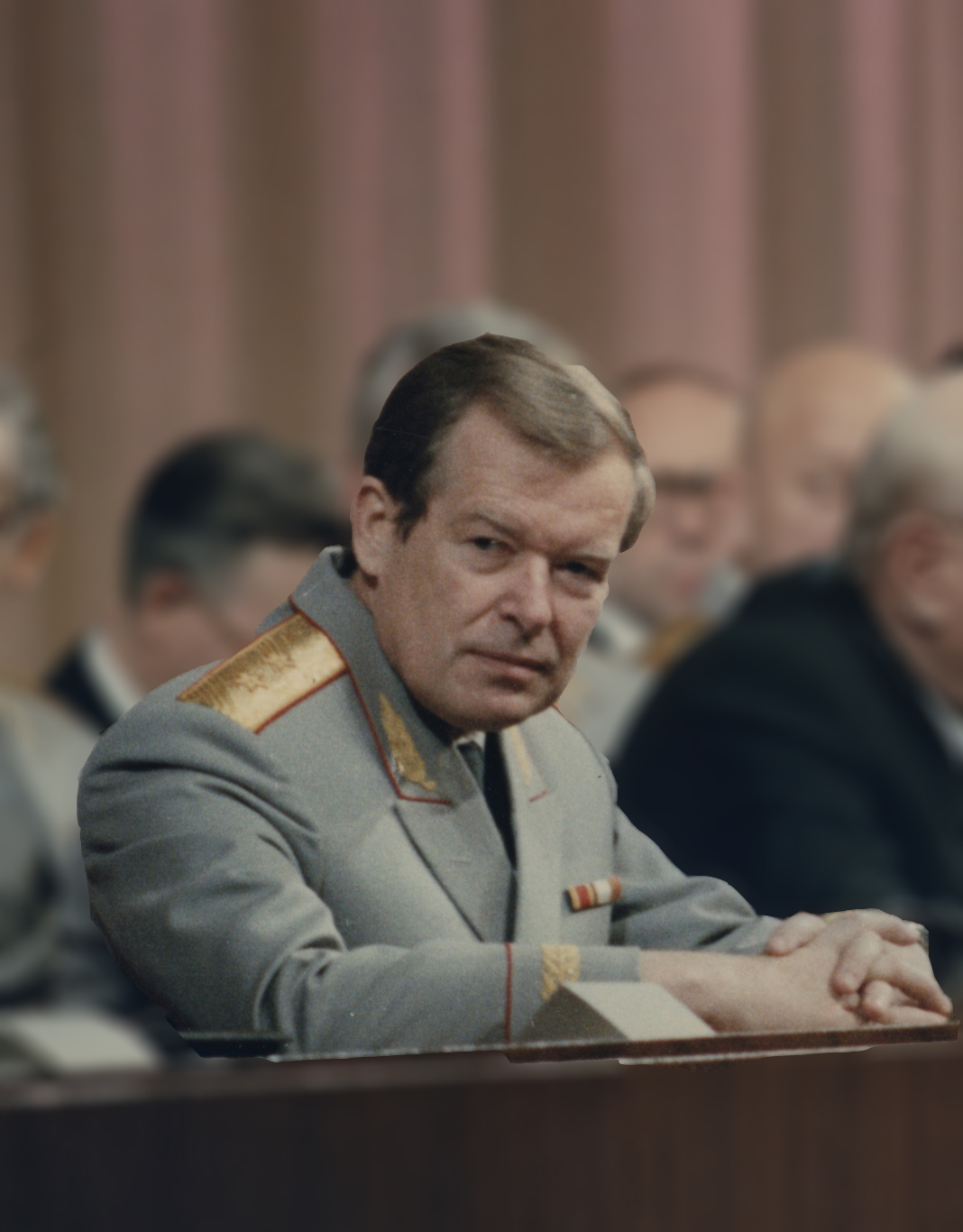
Wadim Bakatin (November 1988 als Generalleutnant)

Wadim Wiktorowitsch Bakatin (russisch Вадим Викторович Бакатин, englisch: Vadim Viktorovich Bakatin; * 6. November 1937 in Kisseljowsk, Oblast Kemerowo; † 31. Juli 2022 in Moskau) war ein sowjetischer bzw. russischer Politiker. Er war von 1988 bis 1990 Innenminister der UdSSR und 1991 der letzte Chef des Geheimdienstes KGB.

## Leben
Nach dem Schulbesuch absolvierte Bakatin am Ingenieurbau-Institut in Nowosibirsk ein Studium als Bauingenieur und war anschließend 13 Jahre in diesem Beruf tätig, zuletzt als Chefingenieur eines Wohnungsbaukombinats. 1964 trat er in die KPdSU ein. 1973 wurde er 2. Sekretär des KPdSU-Stadtkomitees Kemerowo, später Sekretär des Bezirksparteikomitees. Nach einem Abschluss an der Akademie für Gesellschaftswissenschaften beim ZK der KPdSU war er von 1985 bis 1987 1. Sekretär des Gebietsparteikomitees in Kirow. 1986 wurde er Mitglied des Zentralkomitees der KPdSU. 1987 kehrte er als 1. Sekretär des Gebietsparteikomitees nach Kemerowo zurück.
Im Oktober 1988 wurde Bakatin zum Innenminister der UdSSR ernannt. In dieser Funktion wurde er im Dezember 1990 durch Boris Pugo ersetzt.
Bei den ersten russischen Präsidentschaftswahlen von 1991 kandidierte Bakatin erfolglos als Unabhängiger. Mit 3,42 Prozent der Stimmen erreichte er nur den letzten Platz.
Nach dem gescheiterten Augustputsch in Moskau übernahm Bakatin am 23. August 1991 die Leitung des KGB. Seine Aufgabe war die Auflösung des sowjetischen Geheimdienstes, die offiziell im November 1991 erfolgte. Danach war er Chef des nur kurz bestehenden Interrepublikanischen Sicherheitsdienstes (MSB).
1992 wurde Bakatin Vizepräsident und Direktor der Abteilung für politische und internationale Beziehungen des internationalen Reforma Fund. 1997 übernahm er einen Posten als Direktor bei der Investmentgesellschaft Baring Vostok Capital Partners.

## Veröffentlichungen
- Im Innern des KGB. S. Fischer Verlag, Frankfurt am Main 1993, ISBN 978-3-10-003507-3 (327 S.).